# Mađarska akademija znanosti
Mađarska akademija znanosti (mađ. Magyar Tudományos Akadémia (MTA)) najvažnija je i najprestižnija znanstvena institucija u Mađarskoj. Sjedište joj je na obali Dunava u Budimpešti, između Széchenyi rakpart i Akadémia utca. Glavne su joj odgovornosti razvitak znanosti, širenje znanstvenih pronalazaka, potpora istraživanju i razvoju te predstavljanje mađarske znanosti u zemlji i širom svijeta.

## Vanjske poveznice
- Službene stranice Mađarske akademije znanosti